# モントリオール理工科大学
モントリオール理工科大学、ポリテクニークモントリオール（英語: Ecole Polytechnique of Montreal、公用語表記: École Polytechnique de Montréal）は、モントリオール市、モントリオール大学に本部を置くカナダの工科大学。1873年創立、1873年大学設置。大学の略称はEPMTL。

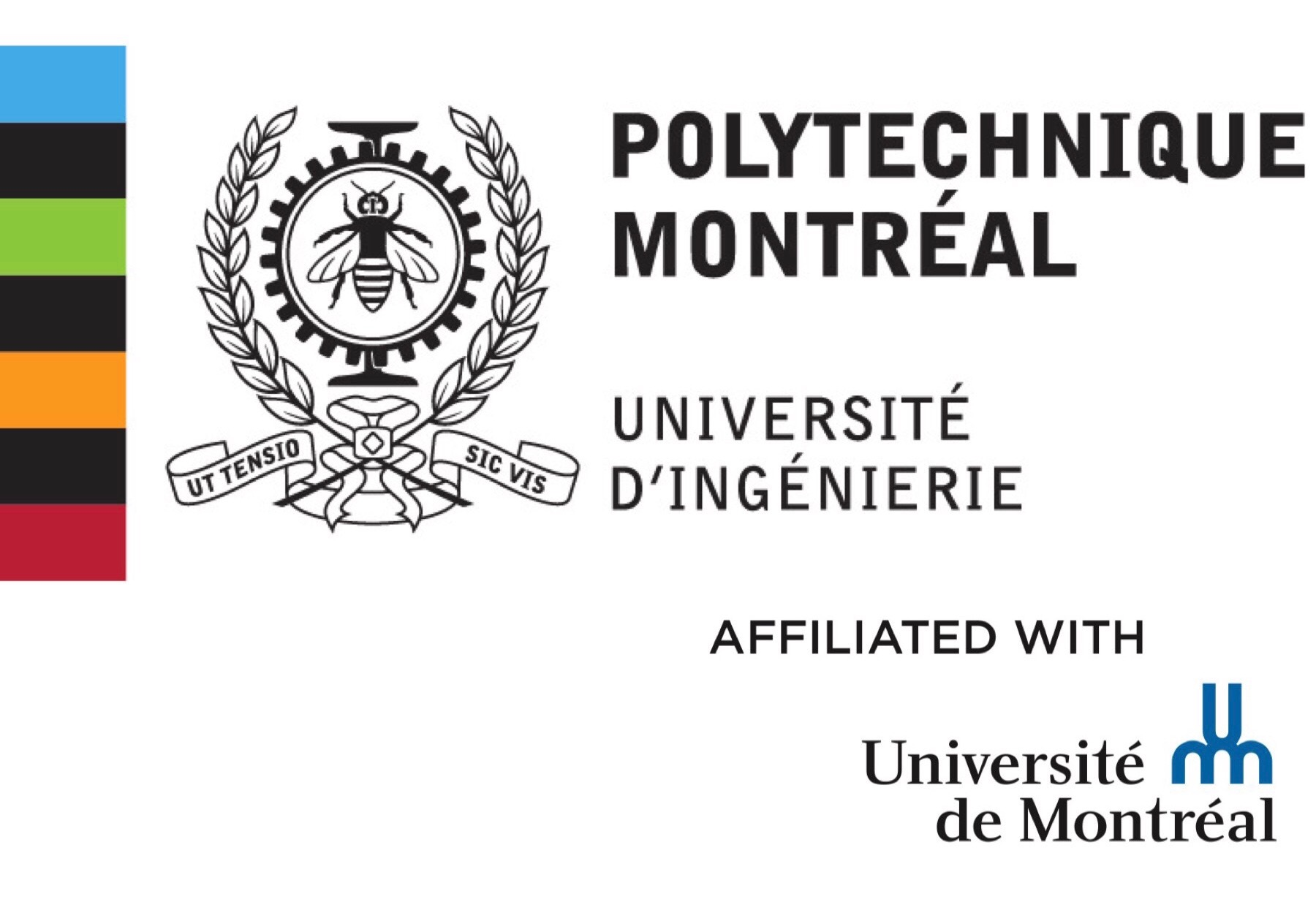

モントリオール大学付属のエンジニアリングスクールであり、同大学の工学部としての役割を果たしている。THE世界大学ランキングで総合第７３位 （カナダ第5位）にランクされている。理工系分野では、トップクラスの大学として世界的に高い評価を得ている名門校である。日本において「ポリテクカレッジ」を愛称とする施設（独立行政法人高齢・障害・求職者雇用支援機構が運営する職業能力開発大学校あるいは職業能力開発短期大学校）のような職業訓練施設ではなく、博士の学位を授与できる高等教育機関であり、日本の工業系の大学に相当する。同様の大学としてモントリオール大学商科大学(HEC) も隣接して存在している。

## 歴史
モントリオール理工科大学は1873年に設立された。当初の目的は製図と工業デザインの教育にあった。設立当時は住居を改造した建物が校舎であったが、後にサンドニ通りの校舎へと移動した。1958年に現在の場所であるモントリオール大学に隣接した位置へと移転した。本部棟は1975年と1989年に増築されたが、規模は拡大を続け、2002年にはHECの旧棟5階と6階部分を計算機電気工学科（のちに2学科へと分離）が間借りするまでになった。その結果、2003年には新棟(Lassonde棟)の建設がスタートすることとなった。
1960年代まで、モントリオール理工科大学の主目的は技術者の訓練であった。しかし1959年から研究にその主目的を移し始め、今や理工系分野においてカナダ有数の研究機関へと発展している。
現在12学科、57の研究単位（研究センター）を有し、活発に研究がなされている。
1989年12月6日、カナダの銃規制の厳格化のきっかけとなる銃乱射事件(モントリオール理工科大学虐殺事件)が発生し、14名の女子学生が犯人のマルク・レピーヌに殺害された。

## キャンパス[1]
この学校はモンロワイヤルの北側に位置している。本部棟が一番高い位置にあり、本部棟の他にいくつかの建物がある。

### J. Armand. Bombardier棟(略称：JAB)
この建物は本部棟の横に位置している。ここでは主に研究活動と、大学からスピンオフしたベンチャー、またはそれに向けた萌芽的研究をサポートしている。この建物はジョセフ-アルマン-ボンバルディア(ボンバルジー)、スノーモービルの発明者であり、世界第三位の民間航空機メーカーとして有名なボンバルディアの寄付により建てられている。

### Pierre Lassonde and Claudette MacKay Lassonde棟(略称：Lassonde)
ピエール・ラッソンドとクローデット・マッカイ・ラッソンド棟は電気工学科と計算機工学科の棟であり、2005年9月に竣工しました。この建物の名前は金投資で得た利益を寄付したラッソンド夫妻にちなむ。
この建物は、2003年にカナダの建築雑誌からは"メリット賞" を受賞し、 米国グリーンビルディング評議会から金賞を受賞したが、その評価の際、これまでカナダでの最高得点である46点をLEEDポイントスケールで獲得した。 Lassonde棟のエネルギー効率は標準的なカナダの建物に対するエネルギー効率よりも60 %高い値を記録している。

### 航空機製造技術センター(略称：AMTC)
AMTCは2004年に竣工した。このセンターは航空機産業に従事する企業への具体的な技術移転に特化した建物である。

### André-Aisenstadt棟
理工科大学の教授陣は一般的にモントリオール大学の教授と共同研究を行っている。アンドレ・アイゼンシュタット棟は電気工学、計算機工学、化学工学、数学および工業工学の分野により構成される多角的チームを収容している。
その他、Reine-Marie Building, Jean-Brillant Building, Ecricsson Buildingが本部棟より離れた位置にある。

## 学生と教職員
2003年の冬学期時点で5713名の学生が在籍しており、そのうち1198名が女性学生であった。学部生は3997名で修士以上の学生は1716名であった。教員数は220名で、その他150名の研究者がおり、大学全体を形成している。教育の質の高さで良く知られており、毎年600名の学士、200名の修士、そして50名の博士を輩出している。
在籍する学生のうち、1000名以上が国外からの留学生で、その割合は約20%となっている。これはケベック州の大学における留学生平均の3倍を超えている。これはモントリオールの多国籍・多民族な側面の現れでもある。
数字で見るモントリオール理工科大学
- 学生数:約6,000人
- 年間の卒業生数:約900人
- 教員数:220人
- 職員数:1,100人
- 年間運営予算:8,000万ドル
- 歴史:135年
- 卒業生の延べ人数:30,000人
- 研究資金:6,050万ドル
- 産業講座数:16
- 国の研究講座数:25
- 過去10年間で理工科学校の教授が指導した修士および博士論文の数:1,890
- 過去10年間で理工科学校の教授および研究者が出した科学・技術系出版物の数:9,494

## 学科
- 生体医工学科
- 化学学科
- 土木工学科
- 計算機工学科
- ソフトウェア工学科
- 電気工学科
- 物理工学科
- 産業工学科
- 数学科
- 機械工学科
- 冶金工学科
- 鉱山学科
- 原子力工学科

## 世界の主な学生交流協定校
日本
- 京都大学
- 東北大学
- 早稲田大学
- 同志社大学

シンガポール
- 南洋理工大学

カナダ
- アルバータ大学
- カルガリー大学

ドイツ
- ミュンヘン工科大学

オーストラリア
- オーストラリア国立大学
- RMIT大学

フランス
- エコール・ポリテクニーク
- エコール・サントラル・パリ
- 国立土木学校
- パリ国立高等鉱業学校
- 高等師範学校
- 国立先端技術学校
- ISAE SUPAERO
- ParisTech

スイス
- スイス連邦工科大学ローザンヌ校
- チューリッヒ工科大学